# ディエール・ル・パリヴェストル海軍航空基地
ディエール・ル・パリヴェストル海軍航空基地（ディエール・ル・パリヴェストルかいぐんこうくうきち、フランス語：Base d’aéronautique navale d'Hyères Le Palyvestre）は、フランスプロヴァンス＝アルプ＝コート・ダジュール地域圏ヴァール県イエールおよびトゥーロンにあるフランス海軍の航空基地。
1925年2月1日に正式に創設され、1967年からトゥーロン＝イエール空港（fr:Aéroport de Toulon-Hyères）と滑走路の共用が開始された。

## 歴史
20世紀初頭にはペリヴェール湿地は離着陸場として使用されていた。1919年に海軍省は同地を干拓し始め、翌年には利用が可能と成る。1925年2月1日にパリヴェストル海軍航空センターが設立される。これは「ベアルン」の艦載機の地上基地として機能した。1928年には水上機の基地機能が追加される。
1942年11月8日に水上機基地は破壊され、1944年に再生された。1945年から艦載機パイロットの教育訓練を第56S飛行中隊と第59S飛行中隊が担当した。

## 配置部隊
- 第56S飛行中隊（1945年 - 1956年）
- 第59S飛行中隊（1945年 - 1997年）
- 第12F海軍航空隊（1948年8月 - 1953年8月）
- 第12F海軍航空隊（1953年11月 - 1955年3月）
- 第16F海軍航空隊（1955年1月 - 1964年3月）
- 第15F海軍航空隊（1955年5月 - 1956年1月）
- 第14F海軍航空隊（1956年12月 - 1961年6月）
- 第15F海軍航空隊（1958年 - 1958年12月）
- 第17F海軍航空隊（1958年4月 - 1958年8月）
- 第15F海軍航空隊（1959年12月 - 1967年1月）
- 第17F海軍航空隊（1964年1月 - 1967年12月）
- 第16F海軍航空隊（1964年9月 - 1969年3月）
- 第17F海軍航空隊（1968年12月 - 1993年7月）
- 第31F海軍航空隊（1961年1月 - ）
- 第32F海軍航空隊（1964年6月 - ）
- 第35F海軍航空隊（2004年1月 - ）
- 第36F海軍航空隊（2003年11月 - ）